# Stoke Hammond
Stoke Hammond est une paroisse civile et un village du Buckinghamshire, en Angleterre.